# Federal Capital Commission
Die Federal Capital Commission (FCC; Bundeshauptstadt-Kommission) war eine Planungsbehörde der australischen Regierung. Sie wurde 1925 als Nachfolgerin des Federal Capital Advisory Committee eingesetzt. Die Aufgaben der unter der Leitung von John Butters stehenden Behörde waren die Planung und der Bau der neuen Hauptstadt Canberra. Unter anderem sollte Wohnraum für 1100 Staatsangestellte mitsamt ihren Familien, die von der temporären Hauptstadt Melbourne hierher versetzt werden sollten, geschaffen werden.

## Geschichte
Während der ersten zwei Jahre entstanden unter anderem das „provisorische“ Parlament (Old Parliament House), die Residenz des Premierministers (The Lodge), die Albert Hall, das Institut für Anatomie, die australische Forstwirtschaftsschule und ein Observatorium auf dem Mount Stromlo. Die FCC beaufsichtigte auch den Bau von Bürohochhäusern in der zukünftigen Innenstadt und die Entwicklung der Wohngebiete. 1930 wurde die FCC aufgelöst, da es beim Wachstum der Stadt aufgrund der Weltwirtschaftskrise zu einem jähen Stillstand gekommen war. Bis zur Schaffung des National Capital Planning and Development Committee im Jahr 1938 gab es keine zentrale Stadtplanung.
Die unter der Leitung der FCC-Architekten entstandenen Bauten weisen einen Baustil auf, der weltweit einzigartig und für Canberra typisch ist. Dabei handelt es sich um eine Mischung von Elementen der Arts and Crafts Movement, der georgianischen Architektur und der Architektur des Mittelmeerraums.

## Weitere Behörden
Vorgänger bzw. Nachfolger der FCC waren folgende Behörden:
- 1921–1924: Federal Capital Advisory Committee
- 1938–1957: National Capital Planning and Development Committee
- 1958–1989: National Capital Development Commission
- seit 1989: National Capital Authority